# Leptophryne cruentata
Leptophryne cruentata е вид земноводно от семейство Крастави жаби (Bufonidae). Видът е критично застрашен от изчезване.

## Разпространение
Разпространен е в Индонезия (Ява).